# Études normandes
Études normandes est une revue trimestrielle de culture normande en rapport étroit avec les universités de Rouen, Caen et Le Havre. Elle est la seule revue de niveau scientifique couvrant ainsi l'espace normand sous ses aspects divers (économie, sciences humaines et sociales, littérature).
L'association Études normandes a été créée en 1951 par Henri Van Effenterre et René Étienne. Son président en 2023 est Gérard Granier.
Depuis 2017, la revue est disponible en kiosque.
Tous les numéros de 1951 à 2013 ont été numérisés et sont disponibles gratuitement en ligne sur le portail Persée.